# Lago di Mergozzo
Der Lago di Mergozzo ist ein kleiner Alpenrandsee in den Tessiner Alpen unweit des Lago Maggiore in der italienischen Region Piemont.

## Entstehung und Geographie
Der See misst etwa 2,6 Kilometer von Nordwest nach Südost und rund 1 Kilometer von Südwest nach Nordost. Er liegt auf dem Gebiet des NATURA 2000 Schutzgebietes Lago di Mergozzo e Mont’Orfano.
Der See liegt in einem am Ende des Ossolatals liegenden Seitenarm des Tales. Er ist vom Ossolatal durch den monolithartigen aus Granit bestehenden Montorfano, auch Mont’Orfano, (794 m s.l.m.) getrennt. Die Entstehung des Sees ist eng mit dem Fluss Toce verbunden. Er bildete ursprünglich eine buchtartige Ausbeulung des Lago Maggiore und wurde durch die vom Toce in seinem Mündungsbereich angeschwemmten Sedimente vor fünf- bis sechshundert Jahren vom Lago Maggiore abgetrennt. Dem Montorfano gegenüber liegt der zwischen dem Monte Faiè (1352 m s.l.m.) und Monte Castello, deren Ausläufer den Mergozzosee auf seiner Nordseite eingrenzen.
Da es nur auf der nördlichen Seeseite eine Straße gibt, die Via Pallanza, ist diese stark frequentiert. Der östliche Teil ist vollständig mit Schilf bewachsen und hier verläuft die Bahnstrecke Domodossola–Mailand, die aber größtenteils durch einen Tunnel führt. Von dieser Seite führt außerdem ein kleiner rund 3 Kilometer langer Kanal bei Fondotoce in den Lago Maggiore. Das Gebiet zwischen den beiden Seen ist Schwemmland. Einziger Ort am See ist am nordwestlichen Ende die gleichnamige Gemeinde Mergozzo, die durch Schwemmland wiederum vom Fluss Toce getrennt ist. Die nächste größere Ortschaft ist Gravellona Toce, bekannter sind Verbania (8 km) und Stresa (12 km).
Administrativ liegt der Großteil des Sees im Gemeindegebiet von Mergozzo, ein kleinerer Teil im Südosten liegt im Gemeindegebiet von Verbania.

## Fauna
Im Lago di Mergozzo sind folgende Fischarten anzutreffen: Forelle, Seesaibling, Felche, Ukelei (Alburnus alburnus, in der Unterart alborella, (italienisch Alborella)), Döbel, Frauennerfling, Karpfen, Rotfeder, Schleie, Näsling (Chondrostoma, in der Unterart soetta, (ital. Savetta)), Finte, Hecht, Flussbarsch, Forellenbarsch, Gemeiner Sonnenbarsch, Aal und Quappe.
Über den mit Lago Maggiore verbundenen Kanal wandern Fische auch aus dem Lago Maggiore ein. Die Migration tritt insbesondere dann auf, wenn Hochwasser aus dem Lago Maggiore in den Lago di Mergozzo drückt.

## Wirtschaft
Der Lago di Mergozzo ist einer der saubersten italienischen Seen. Um die hohe Qualität des Seewassers zu schützen wurde 1995 ein Verbot für Motorboote erlassen. Der See galt lange Zeit als Geheimtipp für Ruhe suchende Touristen. Durch verschiedene Aktivitäten seitens der Gemeinde Mergozzo hat sich der Tourismus mittlerweile recht stark entwickelt und erreichte in den 2000er Jahren etwa 20.000 Nächtigungen. Für Touristen gibt es drei Campingplätze rund um den See sowie diverse Hotels in Mergozzo mit insgesamt etwa 150 Betten.

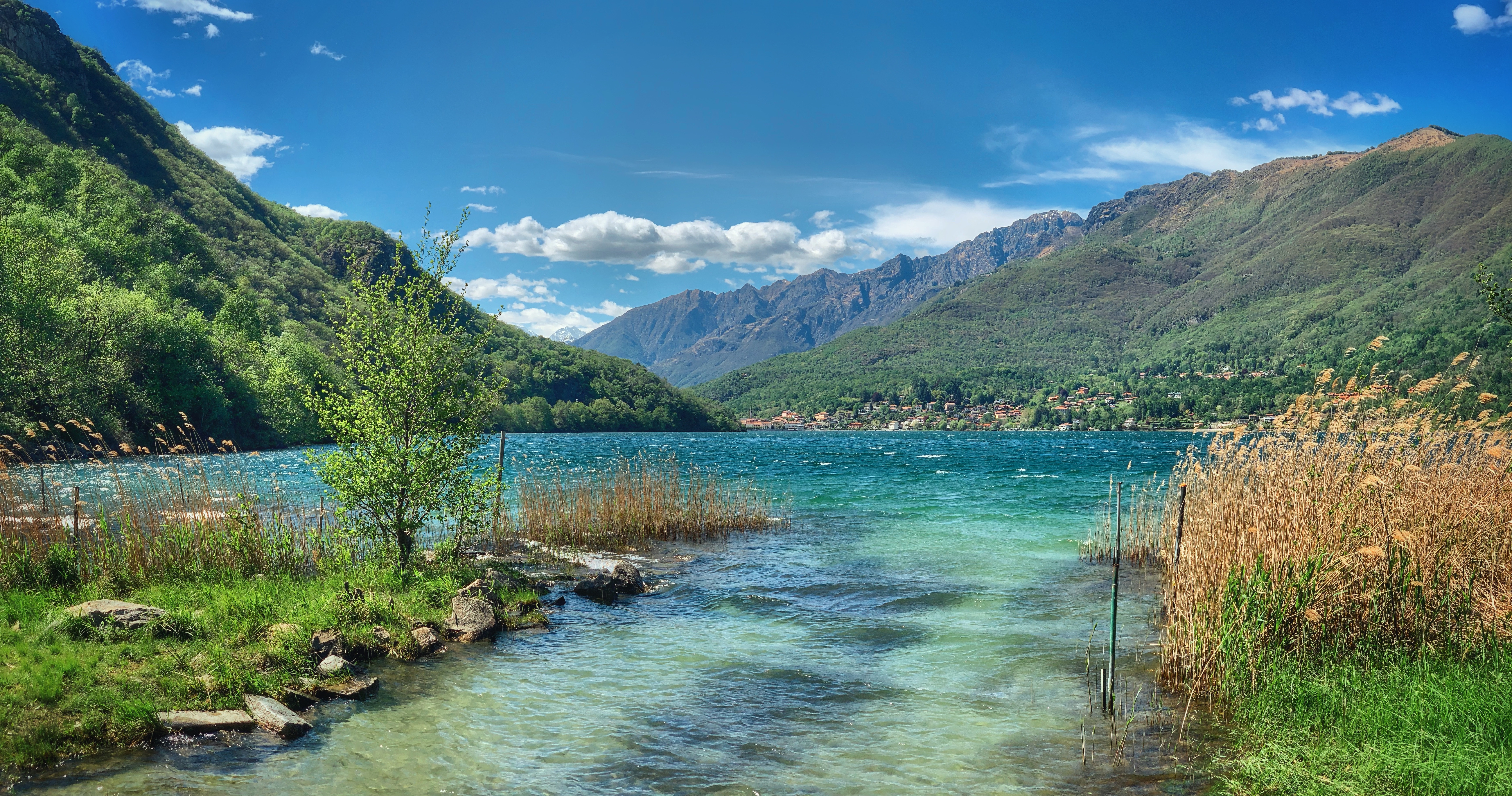
Die Südseite des Lago di Mergozzo
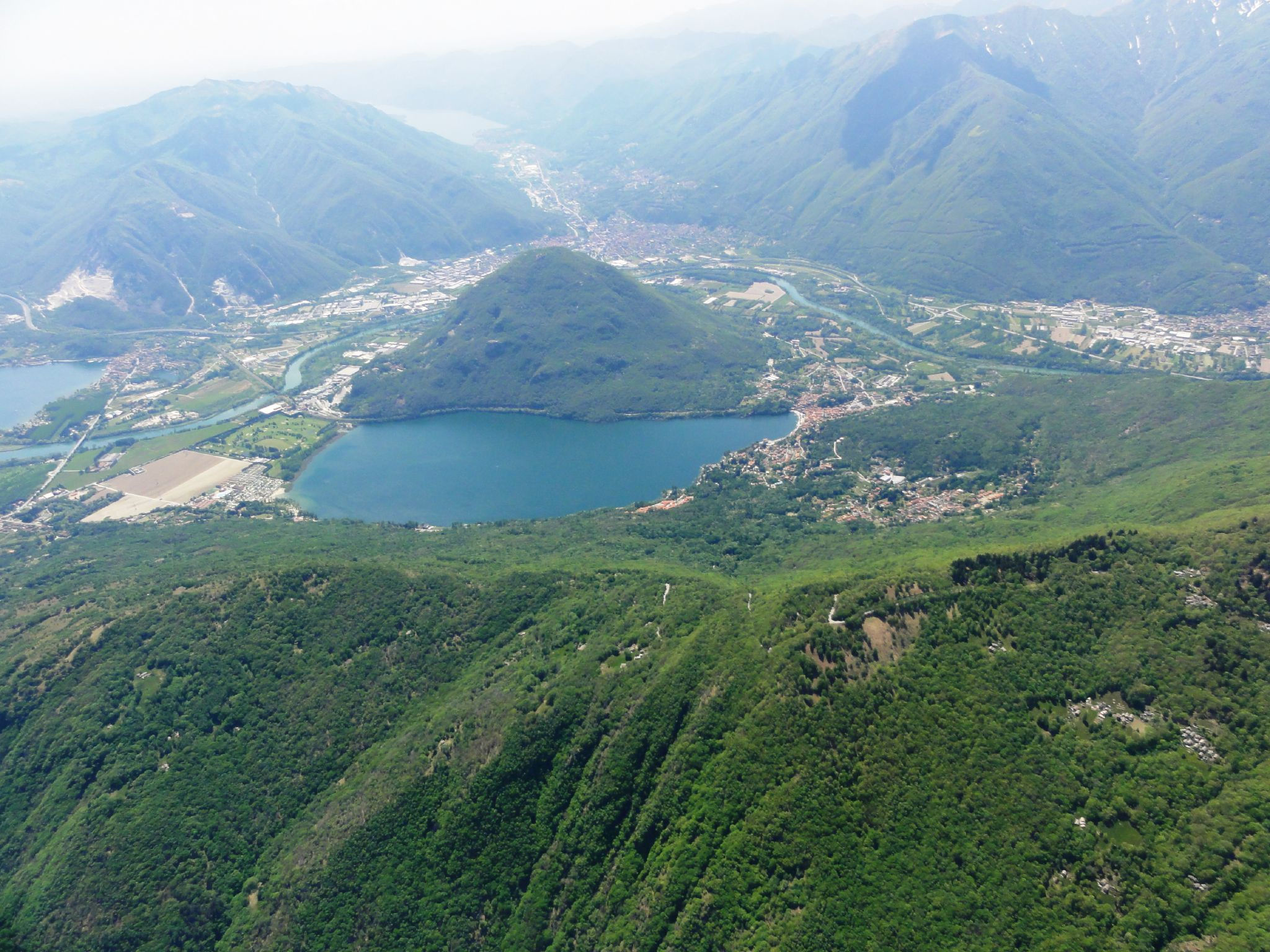
Der Lago di Mergozzo mit dem Mont’Orfano. Rechts das Ossolatal, links der Lago Maggiore
Blick auf das südwestliche Ufer mit dem Mont’Orfano und dem Ossolatal
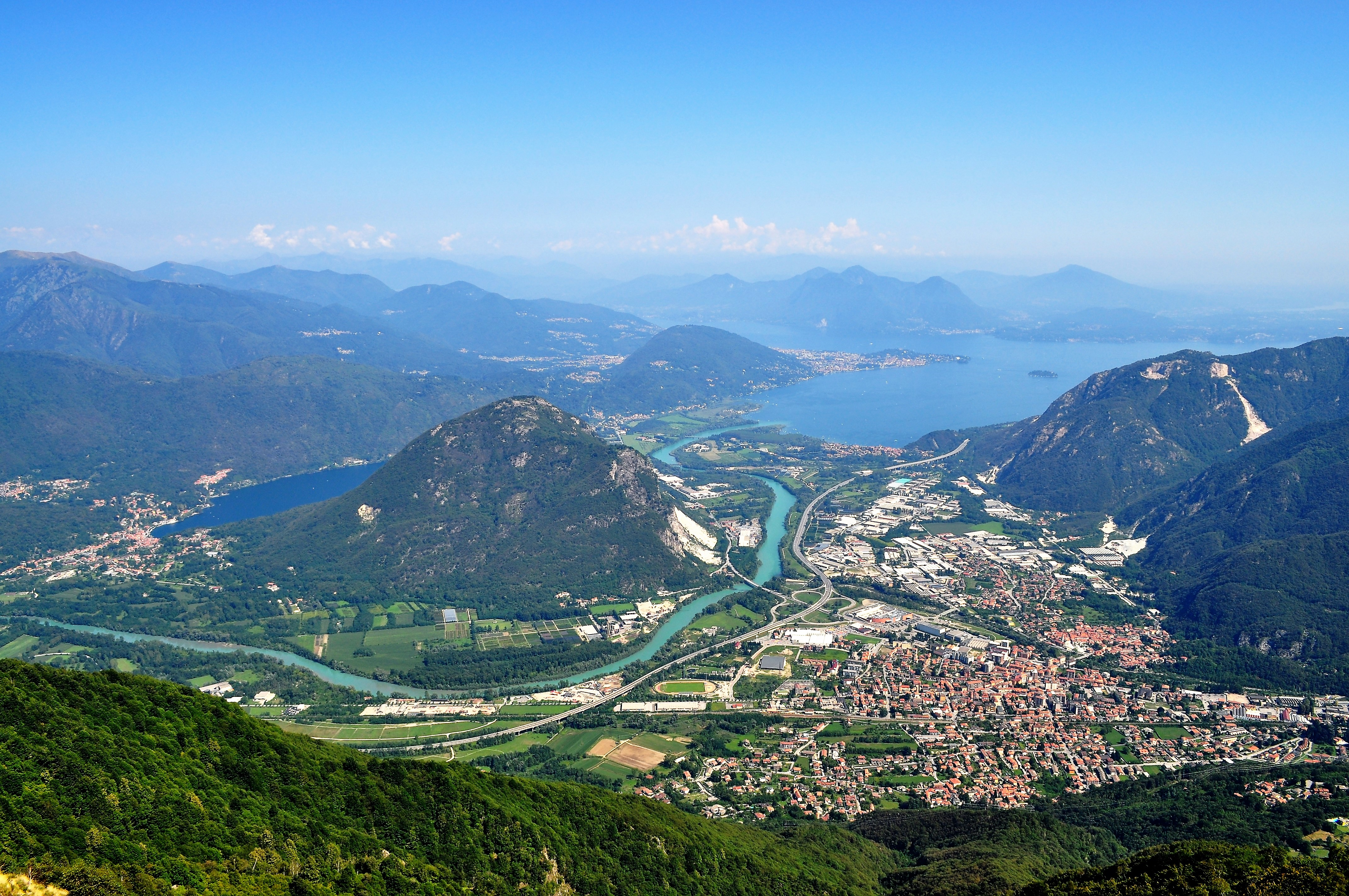
Der Mergozzosee links mit dem Mont’Orfano, dem Fluss Toce, dem Ort Gravellona Toce und dem Lago Maggiore